# Tadeusz Iwiński
Tadeusz Iwiński (Piastów, 28 de outubro de 1944) é um político da Polónia. Foi eleito para a Sejm em 25 de Setembro de 2005 com 9734 votos em 35 no distrito de Olsztyn, candidato pelas listas do partido Sojusz Lewicy Demokratycznej.
Ele também foi membro da Sejm 1991-1993, Sejm 1993-1997, Sejm 1997-2001, e Sejm 2001-2005.